# Gabriel Pericàs
Gabriel Pericàs (Palma de Mallorca, 1988) es un artista y editor español que actualmente residie en Nueva York. Ha presentado sus proyectos en numerosas exposiciones, tanto individuales como colectivas. Ha participado también en diversos proyectos editoriales y editó, junto a David Bestué y Daniel Jacoby, la plataforma para escritos de artista TEXTO. En 2013 inició la plataforma editorial Biel Books.

## Biografía
Es licenciado en Bellas Artes por la Universidad de Barcelona, habiendo participado en un programa de intercambio con la Middlesex University que le llevó a vivir un año (2009-2010) en Londres. En 2012 recibe una beca Fullbright para ir a hacer estudios de posgrado a Estados Unidos, donde cursa un MFA en Parsons, The New School, en Nueva York.

## Obra
La práctica artística de Gabriel Pericàs se centra en la investigación de procesos narrativos que faciliten la comunicación de historias subyacentes. Su obra muestra una gran variedad de aspectos formales pero todos sus trabajos comparten la vinculación con una historia, con un texto poblado de referencias hipertextuales de procedencia diversa, a menudo extraídas de su propia vida, del mundo de internet ya veces inventadas , que se entrelazan mediante asociaciones y especulación y que forman el hipertexto de los objetos que presenta como pieza artística. Este componente narrativo de su obra expresa a menudo en forma de conferencias-performance con público, pero también en forma de publicación.